# Мисс США 1976
Мисс США 1976 (англ. Miss USA 1976) — 25-й конкурс красоты Мисс США прошедший 15 мая 1976 года, на территории Ниагара-Фолс, города Нью-Йорк, Нью-Йорк. Победительницей конкурса стала Барбара Петерсон из штата Миннесота.

## Результаты
| Итоговое место | Участница |
| -------------- | --- |
| Мисс США 1976  | - Миннесота — Барбара Петерсон |
| 1-я Вице Мисс  | - Мичиган — Кевин Гейл |
| 2-я Вице Мисс  | - Орегон — Гейл Атчинсон |
| 3-я Вице Мисс  | - Южная Каролина — Вирджиния Мюррей |
| 4-я Вице Мисс  | - Луизиана — Робин Сандерс |
| Полуфиналистки | - Калифорния — Джоан Пеннок - Джорджия — Лиз Викершам - Иллинойс — Кэти Шмален - Миссури — Донна Хиббитс - Нью-Мексико — Жонелль Берггист - Техас — Кэндес Грей - Вашингтон — Норен Гильберт |

### Специальные награды
| Награда              | Участница                                                |
| -------------------- | -------------------------------------------------------- |
| Мисс Конгениальность | - Кентукки – Конни Кларк - Южная Дакота – Дороти Вестпал |
| Мисс Фотогеничность  | - Джорджия – Лиз Викершам                                |

## Штаты-участницы
| - Алабама — Кайл Эллис - Аляска — Элизабет Стаиб - Аризона — Карви Уолтерс - Арканзас — Соня Джинс - Калифорния — Джоан Пеннок - Колорадо — Патрисия Суин - Коннектикут — Розалин Ральф - Делавэр — Дебби Кучер - Вашингтон (округ Колумбия) — Нэнси Ститт - Флорида — Ли Уолш - Джорджия — Лиз Викершем - Гавайи — Бренда Тексейра - Айдахо — Шерил Гилберт - Иллинойс — Кэти Шмален - Индиана — Аннетт Андерсон - Айова — Шери Давенпорт - Канзас — Дебби Витер - Кентукки — Конни Кларк - Луизиана — Робин Сандерс - Мэн — Дон Сент—Клер - Мэриленд — Линда Поттер - Массачусетс — Холли Хойл - Мичиган — Кевин Гейл - Миннесота — Барбара Петерсон - Миссисипи — Тереза Кэмп - Миссури — Донна Хиббитс | - Монтана — Тереза Клаус - Небраска — Катрин Фрике - Невада — Дженис Каррелл - Нью-Гэмпшир — Синсер Роулет - Нью-Джерси — Джинджер Кагаман - Нью-Мексико — Джонель Бергквист - Нью-Йорк — Кэрол Дорр - Северная Каролина — Дайан Боуэн - Северная Дакота — Линда Полсон - Огайо — Карен Майерс - Оклахома — Лори Хансен - Орегон — Гейл Атчисон - Пенсильвания — Марси Замбелли - Род-Айленд — Кэти Конфреда - Южная Каролина — Вирджиния Мюррей - Южная Дакота — Дороти Вестфаль - Теннесси — Яна Керр - Техас — Кэндис Грей - Юта — Дебби Дрексел - Вермонт — Сьюзан Парсонс - Виргиния — Донна Диксон - Вашингтон — Норен Гилберт - Западная Виргиния — Шерил Плантс - Висконсин — Сьюзан Фемрайт - Вайоминг — Мурли Колоски |

## Судьи
- Ричард Адлер
- Эрнест Боргнайн - актёр
- Мэгги Дэйли
- Сьюзан Дауни - Мисс США 1965
- Бэрри Фарбер
- Элис Фэй
- Мелани Кахане
- Дерек Сандерсон
- Золтан "Золи" Рендессы